# 2024年世界水泳選手権モーリシャス選手団
2024年世界水泳選手権モーリシャス選手団は、2024年2月2日から2月18日までカタールのドーハで開催された第21回世界水泳選手権のモーリシャス選手団、およびその競技結果。

## 選手団
- 人員: 選手 4人

## 選手名簿・結果
| 選手                         | 種目           | 予選      | 予選 | 準決勝   | 準決勝   | 決勝     | 決勝     |
| 選手                         | 種目           | 結果      | 順位 | 結果     | 順位     | 結果     | 順位     |
| ---------------------------- | -------------- | --------- | ---- | -------- | -------- | -------- | -------- |
| オヴェシュ・プラフー         | 男子50m自由形  | 24秒35    | 71位 | 予選敗退 | 予選敗退 | 予選敗退 | 予選敗退 |
| オヴェシュ・プラフー         | 男子100m自由形 | 52秒55    | 69位 | 予選敗退 | 予選敗退 | 予選敗退 | 予選敗退 |
| ジョナサン・チャン・イー     | 男子100m平泳ぎ | 1分06秒31 | 61位 | 予選敗退 | 予選敗退 | 予選敗退 | 予選敗退 |
| ジョナサン・チャン・イー     | 男子200m平泳ぎ | 2分26秒00 | 33位 | 予選敗退 | 予選敗退 | 予選敗退 | 予選敗退 |
| アリシア・コク・シュン       | 女子50m自由形  | 27秒04    | 55位 | 予選敗退 | 予選敗退 | 予選敗退 | 予選敗退 |
| アリシア・コク・シュン       | 女子50m平泳ぎ  | 33秒19    | 33位 | 予選敗退 | 予選敗退 | 予選敗退 | 予選敗退 |
| テッサ・イップ・ヘン・チャン | 女子100m自由形 | 1分01秒60 | 53位 | 予選敗退 | 予選敗退 | 予選敗退 | 予選敗退 |
| テッサ・イップ・ヘン・チャン | 女子100m平泳ぎ | 1分14秒25 | 41位 | 予選敗退 | 予選敗退 | 予選敗退 | 予選敗退 |